# Onward
Onward é uma cidade  localizada no estado americano de Indiana, no Condado de Cass.

## Demografia
Segundo o censo americano de 2000, a sua população era de 81 habitantes.
Em 2006, foi estimada uma população de 82, um aumento de 1 (1.2%).

## Geografia
De acordo com o United States Census Bureau tem uma área de
0,2 km², dos quais 0,2 km² cobertos por terra e 0,0 km² cobertos por água. Onward localiza-se a aproximadamente 235 m acima do nível do mar.

## Localidades na vizinhança
O diagrama seguinte representa as localidades num raio de 16 km ao redor de Onward.